# Yoshinori Higashikawa
Yoshinori Higashikawa (東川 昌典 Higashikawa Yoshinori?), född 30 september 1964 i Ishikawa prefektur, är en japansk tidigare fotbollsspelare.
Higashikawa började sin karriär 1988 i Yamaha Motors (Júbilo Iwata). Efter Júbilo Iwata spelade han för Honda FC. Han avslutade karriären 1997.